# Abou (arabe)
Pour les articles homonymes, voir Abou.
Abou, Abû ou Abu (أبو [abū], père) est le mot arabe signifiant père. Aussi, Abi (Abi Lahab) ou Ab (A noter que "Père" se dit "Ab" en hébreu et "Abba" en araméen; exemple dans l'épitre aux Romains 8:15 [https://www.aelf.org/bible/Rm/8]).
Dans les noms de personnages masculins, en général l'expression Abû X, signifie père de X, où X désigne le fils aîné. Mais cela peut être un surnom. L'expression Abû X forme la kun'ya (surnom) dans le nom arabe.
Exemples :
- Abû al Qâsim (أبو القاسم) est le surnom de Mahomet, du nom de son fils aîné mort dans l'enfance.
- Abû himâr (أبو حِمار) père de l'âne, traduit par l'homme à l'âne désigne plusieurs prédicateurs.
- Abû `Ammâr (أبو عَمَّار) père du maçon, surnom de Yasser Arafat, en souvenir du compagnon Ammar bin Yâsir, fils du premier martyr de l'islam.
- Abû Tourab (أبو تراب) père de la poussière, surnom donné à `Alî par le prophète alors qu'il était assis par terre.

Le mot abû devient abî en position grammaticale de complément de nom, et abâ en complément d'objet ou interjection (après la particule yâ).
Exemple :
- Abû Tâlib (أبو طالب) père de l'étudiant, est le nom du père de l'imam `Alî, parlant de `Alî on dira `Alî ibn Abî Tâlib, `Alî fils de Abû Tâlib.